# Jacques Vergès
Jacques Vergès (Savannakhet, 20 d'abril de 1924 - París, 15 d'agost de 2013) va ser un advocat francès i activista anticolonial. Vergès va lluitar a la Resistència francesa durant la Segona Guerra Mundial en el marc de la França Lliure de Charles de Gaulle. Després de convertir-se en advocat, es va fer conegut per la seva defensa dels militants del Front Nacional d'Alliberament d'Algèria (FLN) durant la guerra d'Algèria. Més endavant va estar involucrat en una sèrie de litigis controvertits en defensa d'acusats de terrorisme, assassinat en sèrie, crims contra la humanitat i crims de guerra, com ara l'oficial nazi Klaus Barbie «el carnisser de Lió» el 1987, el terrorista Carlos «el Xacal» el 1994 i l'antic cap d'estat dels Khmers Rojos Khieu Samphan el 2008. També va defensar el negacionista Roger Garaudy el 1998, així com membres de la Fracció de l'Exèrcit Roig.

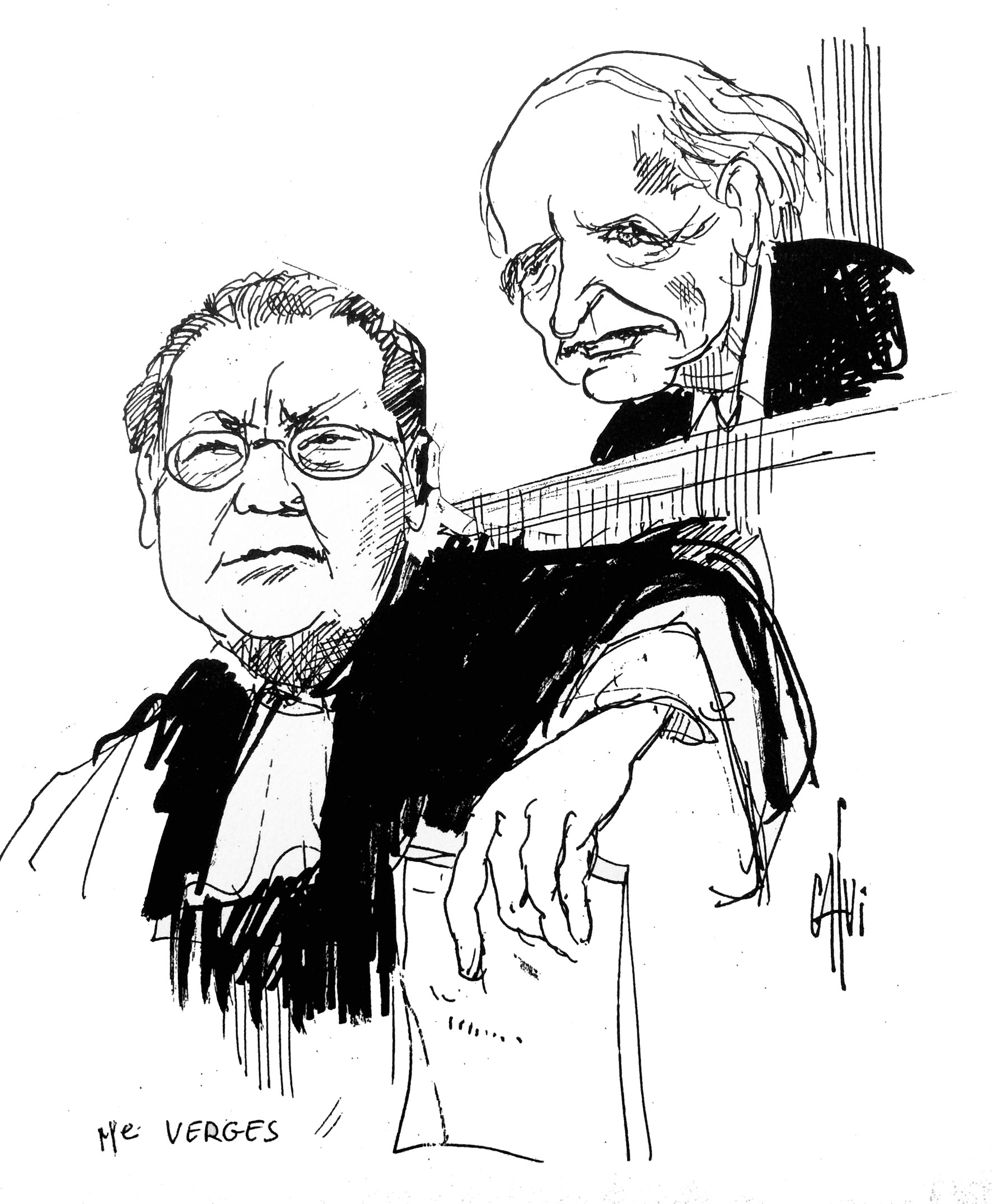
Caricatura de Vergès i Klaus Barbie durant el judici

Vergès va atreure l'atenció pública a la dècada del 1950 pel seu ús dels judicis com a espai per a expressar opinions polítiques contra el domini colonial francès a Algèria, qüestionant l'autoritat de la fiscalia i provocant la contradicció en els procediments, un mètode que va anomenar «defensa de ruptura» al seu llibre De la stratégie judiciaire. Va ser empresonat pel seu activisme l'any 1960 i va perdre temporalment la llicència per exercir l'advocacia. Va ser partidari dels fedaïns palestins als anys 1960. Antiimperialista convençut, va continuar amb el seu activisme polític durant la dècada del 2000 per oposar-se a la Guerra contra el terrorisme. Els mitjans de comunicació sovint van sensacionalitzar la seva activitat professional amb el sobrenom de l'«advocat del diable».
El 1968 va publicar De la stratégie judiciaire on va proposar la defensa política anomenada «judici de ruptura» que va desenvolupar en la teoria i en la pràctica. El concepte estableix que quan un context polític qüestiona la mateixa existència del sistema, el judici no és possible, o s'ha de fer que el judici no sigui possible, precisament perquè no correspon al tribunal de resoldre la qüestió, i s'ha de buscar la impugnació total de l'ordre establert i obrir el debat sobre legitimitats i imaginaris polítics, combinat amb l'apel·lació al dret internacional públic i una crida a l'opinió pública.

## Biografia
Va néixer el 20 d'abril de 1924 a Laos i va créixer a l'illa de la Reunió amb el seu germà bessó Paul Vergès. Ambdós eren fills de Raymond Vergès, un metge francès, i de Pham Thi Khang, una professora vietnamita.
Després del final de la Segona Guerra Mundial va matricular-se a la Universitat de París, on es va llicenciar en Història, estudiant les llengües hindi i malgaix. El 1945 es va unir a les joventuts del Partit Comunista Francès, mentre el seu pare ajudava a organitzar el Partit Comunista Reunionès. Durant aquest temps va fer amistat amb Eric Honecker, el futur cap d'estat de la República Democràtica Alemanya, amb el periodista Henri Alleg i amb Felix Hophouet-Boigny, el futur president de Costa d'Ivori. El seu germà bessó, Paul Vergès, va tornar a l'illa de la Reunió, esdevenint-hi més endavant líder del Partit Comunista i membre del Parlament Europeu. El 1950 va viatjar a Praga per a encapçalar una organització política durant quatre anys. Després va tornar a París, on va estudiar Dret.
A l'Estat francès, Vergès es va convertir en advocat i va guanyar prestigi de seguida per la seva disposició a assumir casos controvertits. Durant la guerra d'Algèria va defensar nombrosos acusats de terrorisme pel govern francès. Va ser partidari de la lluita armada per la independència d'Algèria contra França, comparant-la amb la resistència armada francesa a l'ocupació alemanya nazi als anys 1940. Vergès es va convertir en una figura nacional després de la defensa de la guerrillera algeriana Djamila Bouhired. En aquest cas va ser pioner en l'«estratègia de ruptura», en què acusava la fiscalia dels mateixos delictes que els acusats. Bouhired va ser condemnada a mort en primera instància però indultada posteriorment i alliberada després de la pressió pública aconseguida pels esforços de Vergès. Al cap d'uns anys es va casar amb Vergès, que aleshores s'havia convertit a l'islam. En un esforç per limitar el seu èxit en la defensa d'activistes algerians, Vergès va ser condemnat a dos mesos de presó el 1960 i va perdre temporalment la llicència per exercir l'advocacia per «activitats antiestatals». Després que Algèria aconseguís la independència el 1962, Vergès va obtenir la ciutadania algeriana, amb el nom de Mansour. Durant la guerra d'Algèria va conèixer Ahmed Ben Bella, militant de l'FLN i primer president d'Algèria.
El 1965, Vergès va arribar a l'Estat d'Israel per a representar Mahmud Hijazi, un palestí membre de l'organització Fatah que en aquell moment havia estat condemnat a mort per un tribunal militar israelià acusat de terrorisme. El ministre de Justícia d'Israel, Dov Yosef, va prohibir que Hijazi fos representat per un advocat estranger i Vergès va ser detingut a l'aeroport i deportat. Malgrat que Vergès no va aconseguir representar Hijazi als tribunals, la seva iniciativa va generar un gran ressò internacional que va influir en la condemna a mort d'Hijazi que finalment va ser commutada per un tribunal d'apel·lació i va ser alliberat més tard en un intercanvi de presoners el 1971. Al llarg de la seva carrera professional, Vergès es va implicar en processos legals notoris com ara els de Klaus Croissant, Georges Ibrahim Abdallah, Slobodan Milošević, Idriss Déby, Omar Bongo, Félix Houphouët-Boigny i Siné, entre d'altres.
Quan les forces de la coalició militar internacional liderades pels Estats Units van envair l'Iraq el març de 2003 i van deposar Saddam Hussein, molts antics líders del Partit Baas van ser arrestats. El maig de 2008, Tarek Aziz va reunir un equip que incloïa Vergès. A finals del 2003, Vergès també es va oferir a defensar Saddam Hussein després que seu el nebot li comuniqués que estava formant un equip legal. Tanmateix, la família Hussein va optar per prescindir de Vergès.
Jacques Vergès va morir el 15 d'agost de 2013 d'un atac de cor a París als 88 anys. Al seu funeral van assistir Roland Dumas i Dieudonné M'bala M'bala. Vergès està enterrat al cementiri de Montparnasse.